# هيئة الموارد الوراثية للأغذية والزراعة
إن هيئة الموارد الوراثية للأغذية والزراعة التابعة لمنظمة الأمم المتحدة للأغذية والزراعة (الفاو) هي هيئة حكومية دولية تعالج قضايا تتعلق على وجه التحديد بإدارة التنوع البيولوجي ذات الصلة بالأغذية والزراعة. تأسست في عام 1983 باسم هيئة الموارد الوراثية النباتية للأغذية والزراعة. في عام 1995، تم تمديد ولاية الهيئة لتشمل جميع مكونات التنوع البيولوجي للأغذية والزراعة وتم تغيير اسمها إلى نسختها الحالية. وتضم عضويتها 178 دولة والاتحاد الأوروبي. مقرها في روما، إيطاليا.
يكلفها النظام الأساسي للهيئة بأخذ «دور تنسيقي و... التعامل [مع] السياسات، والمسائل القطاعية وعبر القطاعية المتعلقة بالحفظ والاستخدام المستدام للموارد الجينية ذات الصلة بالأغذية والزراعة». وتتمثل مهمتها في «السعي لوقف فقدان الموارد الوراثية للأغذية والزراعة، وضمان الأمن الغذائي العالمي والتنمية المستدامة من خلال تعزيز الحفاظ عليها واستخدامها المستدام، بما في ذلك التبادل والوصول والتقاسم العادل والمنصف للمنافع الناشئة عن استخدامها».
وتشمل أنشطة الهيئة الإشراف على التقييمات العالمية للتنوع البيولوجي والموارد الوراثية المستخدمة في مختلف قطاعات الأغذية والزراعة وتطوير أدوات السياسات الدولية المتعلقة بإدارة هذه الموارد.

## روابط خارجية
- منظمة الأمم المتحدة للأغذية والزراعة
- النظام العالمي للمعلومات والإنذار المبكر بشأن الموارد الوراثية النباتية للأغذية والزراعة
- نظام معلومات التنوع الحيواني المحلي